# 若望·澤波
若望·澤波（法語：Jean Zerbo；1943年12月27日—）是馬里籍天主教司鐸級樞機及現任巴馬科總教區總主教。

## 生平
若望·澤波於1943年12月27日在法屬蘇丹馬里南部的城市塞古出生。1971年7月10日，他在塞古教區晉鐸。1975年，他前往法國里昂深造並於1977年至1981年間在羅馬宗座聖經學院繼續深造。1982年，他獲派到馬爾卡拉擔任牧靈工作，同時還出任巴馬科總教區總修院教師。
1988年11月20日，他被時任教宗若望·保祿二世任命為巴馬科總教區輔理主教，領Accia領銜教區主教銜。1994年12月19日改任為莫普提教區主教。1998年6月27日升任為巴馬科總教區正權總主教。
2017年5月21日，時任教宗方濟各在聖伯多祿廣場的主日公開接見後公佈，將於同年6月28日擢升若望·澤波為司鐸級樞機。